# جون روبرت دان
جون روبرت دان (بالإنجليزية: John Robert Dunn)‏ هو عسكري جنوب أفريقي، ولد في 1834 في ديربان في جنوب أفريقيا، وتوفي في 5 أغسطس 1895.